# Малышев, Игорь Александрович
И́горь Алекса́ндрович Ма́лышев (род. 29 октября 1972, Реттиховка, Приморский край) — российский писатель, публицист.

## Биография
Родился в 1972 году в Приморском крае. Отец — военнослужащий, мать — инженер. Живёт в г. Ногинске Московской области. Образование высшее техническое. Работает инженером на атомном предприятии.
Публиковался в журналах «Москва» (повесть «Лис», 2001), «Роман-газета» (повесть «Подменыши», 2006), «Новый мир» (роман «Подменыши», 2008; роман «Номах. (Искры большого пожара)», 2017).
Выходили книги «Лис» (2003; издательство «Слово/Slovo»), «Дом» (2008, 2014; издательство «Московские учебники»), «Там, откуда облака» (2011; издательство «Московские учебники»), серия детских книг в издательстве «Фома»: «Корнюшон и Рылейка» (2009—2010), «Космический сад» (2010), «Суворов — непобедимый полководец» (2010), «Номах. Искры большого пожара» (2017; «Лимбус-Пресс»), «Маяк» (2018; «Мир детства»), «Театральная сказка» (2020; «Эксмо»), «Песнь о Нибелунгах» (прозаическое переложение; 2021; «Лимбус-Пресс»).
Удостаивался премии «Надежда» начинающему автору-непрофессионалу от журнала «Москва» (2001). Дипломант премии «Хрустальная роза Виктора Розова» (2007) и фестиваля «Золотой Витязь» (2011). Дважды входил в короткий список премии «Ясная Поляна» (2003, 2009). В 2009 году номинировался главным редактором журнала «Новый мир» Андреем Василевским на премию «Национальный бестселлер». В 2017 году с романом «Номах. Искры большого пожара» вошёл в короткие списки литературных премий «Большая книга» и «Русский Букер», а также в длинный список премии «Национальный бестселлер».
Любимые писатели: Николай Гоголь, Михаил Шолохов, Лев Толстой, Фёдор Достоевский, Антон Чехов, Иван Тургенев, Иван Бунин, Виктор Астафьев, Василий Белов, Фазиль Искандер, Василий Шукшин, Фёдор Абрамов, Виктор Пелевин, Захар Прилепин.
Увлекается музыкой. Сочиняет песни и поёт в рок-группе «Лес».
Начиная с 2019 года стихи автора публикуются в российских журналах «Новый мир», «Юность», «Дружба народов».
В 2019 году журнал «Дружба народов» опубликовал пьесу И. Малышева «Лавка хлама».
В 2022 году подписал письмо в поддержку российского военного вторжения на Украину. Национальное агентство по предотвращению коррупции Украины выступило с инициативой о введении против Малышева международных санкций за «поддержку агрессивной политики путинского режима».